# Грай, Семён Федорович
Семён Федорович Грай (май 1898 — 12 ноября 1943), член РСДРП(б) с 1917 г. С 22 сентября 1920 года по 30 мая 1921 года — военный комиссар 4-й кавалерийской дивизии 1-й Конной армии. Награждён орденом Красного Знамени. В тридцатых годах — старший преподаватель, доцент кафедры марксизма-ленинизма Военной академии им. Фрунзе. Бригадный комиссар.
Летом 1941 года Военную академию эвакуировали в Среднюю Азию, а 18 декабря 1941 года Грай был арестован в Ташкенте. 12 ноября 1943 г. вычеркнут из списков живых. Приговор и место содержания в системе НКВД неизвестны. Дело засекречено. Известно, что Военный прокурор Туркестанского военного округа, в 1956 году разбирая дела осужденных, подал протест по поводу Грая, и тот был реабилитирован.